# Payaraman Barat
Payaraman Barat is een bestuurslaag in het regentschap Ogan Ilir van de provincie Zuid-Sumatra, Indonesië. Payaraman Barat telt 1968 inwoners (volkstelling 2010).